# Christian Möllinger
Christian Möllinger (* 26. September 1754 in Neustadt an der Haardt; † 24. Januar 1826 in Berlin) war ein deutscher mennonitischer Uhrmacher und Fachautor.

## Leben

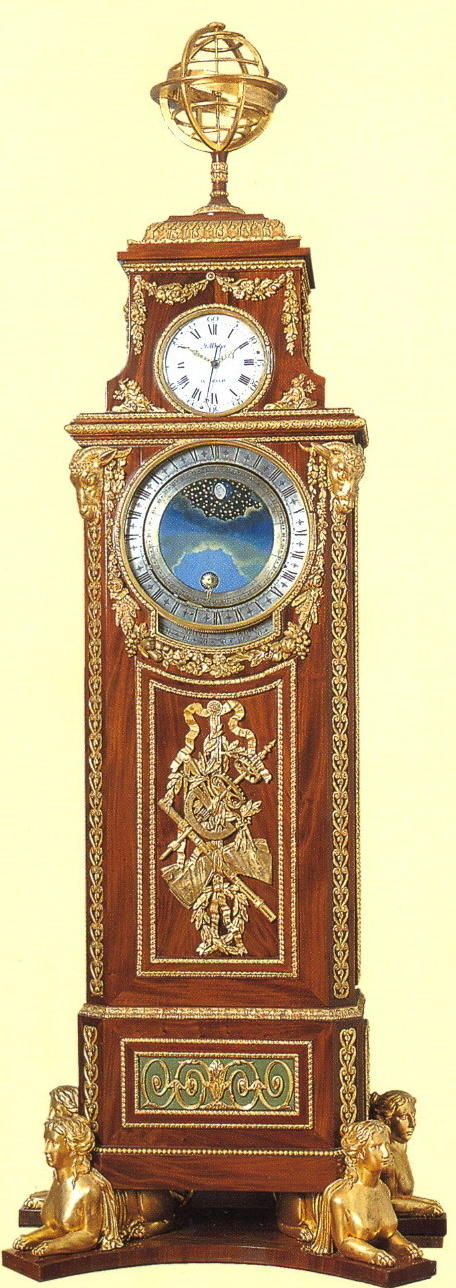
Astronomische Standuhr von Chr. Möllinger

Möllinger wurde in Neustadt an der Haardt am 26. September 1754 als Sohn des Uhrmachers Johann Jacob Möllinger geboren und mit sieben seiner Brüder zur Erlernung der Uhrmacherkunst bestimmt. Christian Möllinger kam auf seinen Wanderungen nach Berlin. Um 1778 wurde er in die Werkstatt des Berliner Hofuhrmachers Christian Ernst Kleemeyer aufgenommen, in welcher besonders die damals so beliebten Spieluhren gefertigt wurden, und erregte durch seine vorzügliche mechanische Fertigkeit und Genauigkeit in den Arbeiten die Aufmerksamkeit der Sachverständigen.
Wohnungen in Berlin
Christian Möllinger wohnte seit seiner Ankunft in Berlin (1776/1778) in der Schlosser-Herberge, Jerusalemer Straße Ecke Zimmerstraße.
- Leipziger Straße in Berlin No. 86, 1799 Möllinger Hof-Uhrmacher 1801 dto. 1812
- Leipziger Straße in Berlin No. 87, 1820 Herr Möllinger Hofuhrmacher[2]

Im Gewerbeplan von Berlin ist (1844) die Uhrenfabrik Chr. Möllinger (Sohn) in der Zimmerstraße 88 verzeichnet.

## Leistungen
1780 wurde er Meister und fertigte als Meisterstück ohne fremde Hilfe eine Acht-Tage-Gewichtsuhr mit Datumszeiger und Angabe der Mondveränderungen. Damit begründete er seinen Ruf als künstlerischer Uhrmacher, den er auch durch Anfertigung astronomischer und anderer Uhren von sehr komplizierter Konstruktion festigte, weshalb ihn die Königlich-Preussische Akademie der Künste und mechanischen Wissenschaften 1787 zum Akademischen Künstler ernannte.
Die abgebildete astronomische Standuhr stand im blauen französischen Saal im Stadtschloss und kann heute im Südflügel des Marmorpalais am Heiligensee in Potsdam besichtigt werden.
Sie wurde restauriert und dabei detailliert beschrieben. Sie ist insgesamt 326 cm hoch und besitzt austauschbare Spielwalzen, ein Flötenwerk und ein astronomische Uhrwerk mit einem Schaltjahresrad, das sich nur alle 400 Jahre dreht.
Am 14. August 1790 wurde Christian Möllinger zum Oberhofuhrmacher des preußischen Königs ernannt.
Von Christian Möllinger wurden das Uhrwerk der alten Turmuhr der Sankt-Jacob-Kirche in Gingst auf Rügen und das der Kirche in Liebenwalde hergestellt.

## Die Akademieuhr
Das bekannteste Werk ist wohl die 1787 von dem Astronomen Johann Elert Bode beauftragte und von Christian Möllinger hergestellte Akademieuhr über dem Hauptportal des Akademiegebäudes Unter den Linden. Sie war die erste und bis 1872 einzige öffentliche Normaluhr in Berlin. Diese Uhr war im mittleren Fenster der Akademie aufgestellt. Sie erbrachte ausgezeichnete Gangergebnisse, was vor allem dem sehr sorgfältig gearbeiteten Rostpendel zuzuschreiben ist. Damit man jederzeit die genaue Zeit ablesen konnte, wurde sie nachts beleuchtet. Die Uhr ist 1,70 m hoch und hatte ein 55 cm großes Zifferblatt. Sie war bis 1844 in Betrieb und kann heute in der Jägerstraße besichtigt werden.

### Johann Elert Bode und sein Uhrmacher
Im Frühjahr 1787 machte Christian Möllinger Bode einen neuen Vorschlag, „unter anderem habe ich eine große astronomische Uhr, wozu sein Vater Jacob Möllinger bereits den gemacht hatte, angefertigt, die in der Berlinschen Monatsschrift in dem Stück, so im Januar vorigen Jahres herausgekommen und Herrn Oberkonsistorialrat Silberschlag zum Verfasser hat als besonders künstlerisches Werk gerühmt wird. Dieses Stück hat mir freilich viel Zeit Arbeit gekostet, sie soll aber auch nach dem Urteil von Kenner ein Werk sein, ihrer Seltenheit mit vieler mechanischen Arbeit wegen einen Platz auf der Akademie der Wissenschaften verdient.“ Er schlägt vor, die Uhr in seiner „schlechten Wohnung [in der Schlosser-Herberge] zu besichtigen und wenn ich sie so bezahlt bekäme, so würde ich Stande sein, noch mehr Zeit auf Werke der Kunst dieser Art zu verwenden und alle meine Kräfte zu verschwenden, den Ruhm meines nunmehrigen Vaterlandes in Ansehung dieser Kunst mehr und mehr zu verbreiten“.
In einem Schreiben 90 Tage später unterbreitete Christian Möllinger einen Vorschlag einer Uhr für die Akademie der Wissenschaften.

### Das Angebot von Christian Möllinger
„Nach meinen besten Einsichten kann ich die Vorschläge und Angaben des Herrn Möllinger nicht anders als billigen, und ich bin im Voraus vollkommen versichert, dass dieser Künstler ein sehr schönes Werk und ganz den Absichten gemäß liefern wird, welches die Akademie und ihre große Ehre mehren wird, und finde ich den Preis für eine solche Uhr nebst ihrer Aufstellung und Befestigung mäßig. Ein Schlagwerk glaubt Herr Möllinger bei dieser Uhren nicht anbringen zu dürfen, womit ich völlig übereinstimme, denn es würde die Uhr beträchtlich verteuern und dagegen nicht einen diesen großen Aufwand angezeigten Nutzen leisten, weil man des niedrigen Standes der Uhr wegen die Schläge nur in der nahen Nachbarschaft herum würde hören können.“

Das Angebot von Christian Möllinger Großuhrmacher; Berlin, den 22. Mai 1787:
„Von einer Astronomische Uhr welche die Königliche Akademie verfertigen zu lassen sich entschlossen hat. Es soll nämlich eine Uhr in oder über das mittelst große Portalfenster der Akademie angebracht werden, damit das Publikum eine Zeitmesser erhält, wonach alle öffentlichen und Privatuhren mit Zuverlässigkeit können gerichtet werden.“
- Da sich nun das Werk zum besten in der Rundung des Portalfenster findet wie auf beikommender Vorstellung des Fensters nebst Zifferblatt, so erfordert die Deutlichkeit und Symmetrie, des Zifferblatt 2 für 6 Zoll groß werde.
- Ist es zur genauen Regulierung der Uhren höchst nötig, dass dieselbe Sekunden au der Mitte zeigt.
- Soll das auf Dauer und der Größe der Weise angemessen sein. So werden die Räder von der Größe und nach Proportion beide, wie beikommender Abriss zeigt gefordert.
- Da es aber ungeschicklich wäre, das eine Uhr im Saal befindlich und man dennoch nicht sehen könnte, wie viel an der Zeit ist und es zur Stellung der Weiser nach dem Sonnenlaufe notwendig erfordert wird, so wird das Werk im Saal auf einem kleinen Weiser Blatt eben sogut Stund, Minuten und Sekunden konzentriert wie auswendig zeigen, auch die äußeren Weiser sich genau nach den inneren richten lassen.
- Weil das Werk abwechselnd Hitze und Kälte ausgesetzt ist, so ist ein Harizonyscher Perpendicul (Rostpendel) von 9 metallenen Stäben notwendig.
- Die Uhr wird außen dem Fensterauf einem weiß wie Aimalyen mit schwarzen deutschen Zahlen durchs Feuer lackiertem Zifferblatt Stund Minuten und Sekunden auf der Mitte zeigen.
- Dieselben Dienste wird sie auf einem kleineren inwendig verrichten.
- Sie wird 8 Tage gehen und unter währendem Aufziehen fortgehen.
- Sie wird einem künstlichen Perpendicul Stab nebst großem und ehernen Knopfs erhalten.
- Sie wird staubsicher, einfach und sauber gearbeitet, alles, was zur Schönheit des Werkes etwas beigetragen kann, aber genutzt werden.

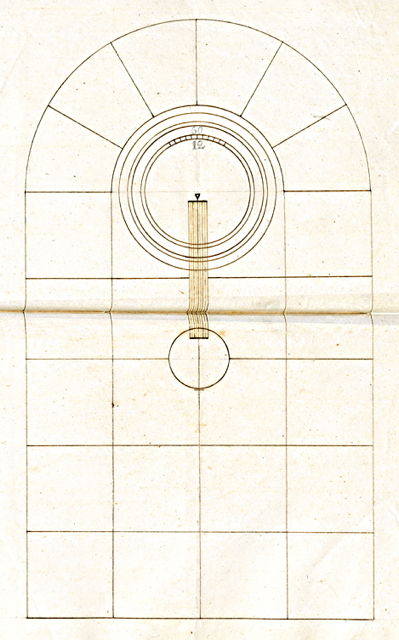
Bauzeichnung der Akademieuhr von Chr. Möllinger

- Und endlich auf Kosten des Verfertigers mit gut angebrachten eisernen Stäben befestigt und aufgesetzt, wohin sich der Verfertiger vom Tag der Unterzeichnung an das Werk zwischen 3 und 4 Monat völlig abzuliefern verbindlich macht und dafür den Preis von zweihundert Reichstaler angesetzt.

Berlin den 22. Mai 1787 Von Seiner Exzellenz Herrn der Königlichen Akademie Herrn Grafen von Herzberg accordiert und bestellt den 29. Juni 1787
Die Uhr hatte zwei Zifferblätter aus englischen Zinn, auf denen die Zahlen schwarz eingetragen waren; das größere zeigte nach der Straße, das andere zum Akademiesaal, um dem Uhrmacher zur Kontrolle der Ganggenauigkeit zu dienen. Beide Seiten hatten vier Weiser genannte stählerne Zeiger, einen Stunden-, zwei Minuten- und eine Sekundenzeiger.
Drei von ihnen sollten den gleichförmigen Gang der Uhr, die mittlere Zeit nach Stunden Minuten und Sekunden, und der vierte durchbrochene Minutenzeiger mit dem vergoldeten Sonnengebilde zusammen mit dem Stundenzeiger die wahre Zeit, mit jeder Sonnenuhr, anzeigen. Diese künstliche Erfindung des Christian Möllinger, wie Bode in seiner wissenschaftlichen Beschreibung des Chronometers erklärte, wurde zunächst vielgerühmt.
Damit die Zeit vom Publikum immer abgelesen werden konnte, wurde das Zifferblatt zudem nachts beleuchtet. Das Uhrwerk sollte wöchentlich einmal aufgezogen werden. Der für dessen Überwachung Zuständige musste sich dazu jeden Sonntag auf der Sternwarte einfinden um die Genauigkeit seiner Taschenuhr anhand der Zeit zu überprüfen, und die im Ergebnis aktueller Himmelsbeobachtung ermittelt worden war. Anschließend regulierte er die Akademie-Uhr. Der Akademieastronom war also für die Himmelsergebnisse verantwortlich.
Am 16. Oktober 1787 teilte Herzberg dem Magistrat die Anbringung der neuen Stadtuhr mit. Er betonte, dass der fleißige wie geschickte Professor Bode von der Akademie die Oberaufsicht übernommen habe, sodass diese sowohl die „Sonnen- wie die Bürgerliche Zeit“ auf das Genauste angegeben werde. Die städtischen Uhrmacher sollten diese als Standard nehmen und sie öfter aufsuchen.
Heinrich Heine erwähnte in einem Brief, dass die Berliner Bürger nach dieser Uhr ihre Taschenuhren stellten. Auch Karl Gutzkow schreibt über die Uhr und vergleicht sie mit der Sonnenuhr von J. E. Bode.

### Möllingers Akademieuhr und ihr Schicksal

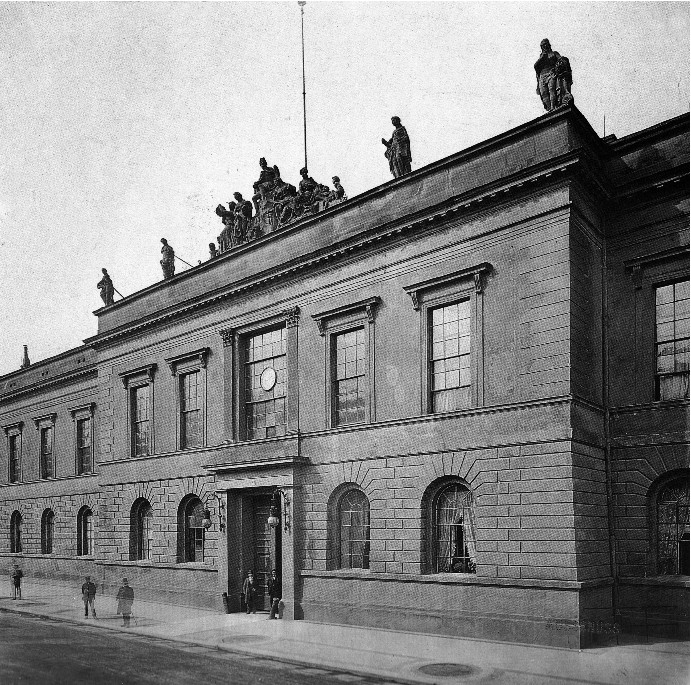
Gebäudeanschicht 1902 mit der Akademieuhr von Chr. Möllinger

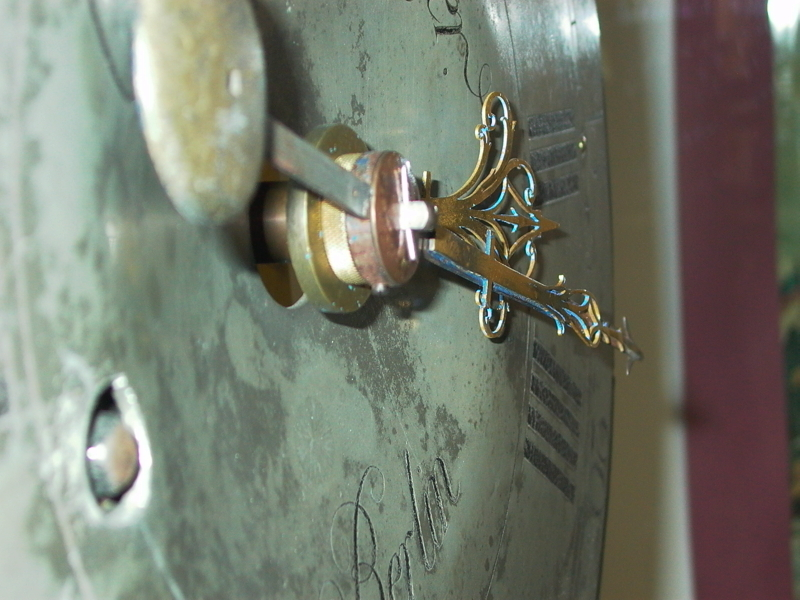
Zifferblatt der Akademieuhr von Chr. Möllinger

Christian Möllinger ließ nun für die Berliner eine Einführung auf einem halben Bogen drucken, der zum Besten eines abgebrannten Ruppiner Uhrmachers für einen Groschen zu erhalten war. Bode veröffentlichte einen Zeitungsaufsatz. Er erläuterte darin ausführlich die sogenannte wahre und mittlere Zeit und wie die Uhrzeit mit dem Stand und dem scheinbaren Lauf der Sonne am Himmel übereinstimme, damit es immer im Laufe des Jahres 12 Uhr mittags ist, wenn die Sonne gerade im Süden steht.
Doch der neue Zeitmesser hing gerade vier Wochen am Fenster, da musste bereits eine wichtige Änderung vorgenommen werden. Das Problem „wahre und mittlere Zeit“ beherrschte die Diskussion. Nun hatte jedoch der größte Teil des Publikums wegen der doppelten Zeitbestimmung des Zifferblattes Schwierigkeiten beim Stellen der eignen Uhr. Es soll Missverständnisse gegeben haben. Die Akademie musste eine Konferenz von sachverständigen Mitgliedern einberufen. Diese beschloss nach längeren Beratungen, am äußeren Zifferblatt zwei Zeiger zu entfernen und nur den Stundenzeiger- und Minutenzeiger zu belassen, die die wahre Zeit nach der Sonne angeben. Am inneren Blatt indes sollten alle vier Zeiger verbleiben, damit Fachleute die vollständige Zeit im Saal einsehen können.
Eine weitere zusätzliche Einrichtung musste Christian Möllinger damals erleben. Seit dem Jahr 1793 diente eine unterhalb seiner Uhr angebrachte große Sonnenuhr, wie offiziell verlautet den Kennern zur Nachweisung, ob jene Uhr den jedes Mal zwischen der mittleren Uhr und wahren Sonnenzeit stattfindenden Unterschied richtig angibt, da die Sonnenzeit nur viermal jährlich mit der Uhrzeit zutreffen kann, so wie in Berlin auch einige Turmuhren an ihrer Südseite als Kontrolle mit einer Sonnenuhr ausgestattet waren.
Im Dezember 1810 wurde das auf Bodes Antrag bereinigt; alle Uhren wurden schließlich nach der mittleren Zeit gestellt. Erst damit konnte Möllingers Pendeluhr nun ihren allseits zufriedenstellenden Verlauf nehmen.
Christian Möllinger schlug in seiner Schrift zur Normaluhr für eine einheitliche Zeitangabe noch ein Signal mit zwei Fahnen vor, das Punkt 12 Uhr von der Parochialkirche aus ganz Berlin erreichen sollte. Darauf ließ der andere führende Turmuhrmacher Carl Ludwig Buschberg eine Gegenschrift verbreiten. Sie trug den kämpferischen Titel „Ehrenrettung der Berlinerischen Turmuhren gegen die Beschuldigung des Möllinger“ (Berlin 1799). Doch dessen Akademieuhr wurde zu einer Sehenswürdigkeit ohnegleichen. Reisende besuchten Preußens Residenz und bewunderten diese „Normaluhr“.
Die ersten genau regulierten Normaluhren wurden in Berlin erst im Jahr 1872 aufgestellt, vor dem Kammergericht, am Potsdamer Tor, Moritzplatz, Spittelmarkt, Hackeschen Markt und am Oranienburger Tor. Durch unterirdische Kabel standen sie mit der Pendeluhr der neuen Sternwarte am Enckeplatz in Verbindung, die das Werk antrieb, die Zeiger bewegte und in gleichen Zwei-Sekunden-Schritt hielt.
Möllingers Chronometer, das so viele Jahrzehnte seine Aufgabe für Berlin und die Berliner erfüllte, überstand die Zeiten bis zum Abbruch des traditionsreichen Akademiegebäudes im Jahr 1903. Die Uhr wurde abgenommen, und dabei ist auch das große, der Stadt zugewandte Schauzifferblatt zerbrochen. Nur das kleine Zifferblatt hat sich bis heute erhalten.
Im Jahr 1903 nahm zunächst der Hofuhrmacher Friedrich Tiede in der Charlottenstrasse 49 die Uhr unentgeltlich zur Aufbewahrung. Beim Verkauf seines Geschäftes ging sie im Februar 1913 an den Hofuhrmacher Adolf Oppermann in der Mohrenstrasse 20 und seit 1924 Kronenstrasse 19.
Die Preußische Akademie der Wissenschaften fasste am 13. Februar 1930 den Beschluss, dass die im Oppermannschen Geschäft befindliche astronomische Uhr „von der Akademie selbst in Verwahrung genommen werden“ soll. Und wenige Wochen später, am 13. März 1930, hieß es dann im Protokoll einer Sitzung: „Die alte Normaluhr soll dem Märkischen Museum leihweise in Verwahrung gegeben werden.“
Die Turmuhrfabrik C.F.Rochlitz erklärt sich bereit, das Exemplar ohne Wiederherstellung des zerbrochenen Schaublattes instand zu setzen und gangfähig zu machen, und veranschlagte für die Reparatur 175 Reichsmark. Die Akademie antwortete am 1. April, dass sie diese Kosten übernehmen werde, falls das Märkische Museum einverstanden sei, die Uhr leihweise in seinem Haus aufzubewahren.
Eine große Ausstellung war für 1931 geplant; „Neues Berlin“ die erste Halle A mit dem Titel „Schaffende Hände Werkstätten des Geistes“ sollte in Raum 44 „Beispiele der alten Berliner Uhrmacherkunst“ (besonders bemerkenswert die Normaluhr der Akademie, nach der sich ganz Berlin über 100 Jahre richtete) darbieten.
Die Akademie sagte zu, wollte die Uhr noch rasch reparieren lassen. Ihr Schreiben vom 15. April 1930 endete mit den Worten: „Nach Abschluss der Ausstellung bittet die Akademie, diese Uhr weiterhin in Verwahrung zu nehmen.“
Dem Märkischen Museum und seinen Mitarbeitern ist es zu verdanken, dass die Uhr die folgende Jahrzehnte überstehen konnte und nicht in ein Magazin oder Außendepot verbannt wurde, sondern von vielen Besuchern besichtigt und studiert werden konnte.
1997 kehrte die Uhr vom Märkischen Museum der Stiftung Stadtmuseum zu ihrem Auftraggeber und angestammten Besitzer zurück. Die Pendeluhr wurde restauriert und gangbar gemacht und konnte bereits in den Monat August und September 1997 anlässlich des 350-jährigen Jubiläums der Straße Unter den Linden in einer großen Linden-Ausstellung im Hause der Staatsbibliothek zu Berlin und damit nahe ihrem einstigen Standort vorgeführt werden. Ihr jetziger Standort ist der Platz vor dem Lesesaal des Archivs im Haus Jägerstrasse 22, (Berlin-Mitte). Im Jahr 2001 wurde die Uhr von Herrn Burkhard Schlänger aus Berlin-Prenzlauer Berg grundlegend restauriert und wieder in Gang gesetzt. Von ihm wird sie seitdem regelmäßig gewartet und betreut.

## Bildergalerie

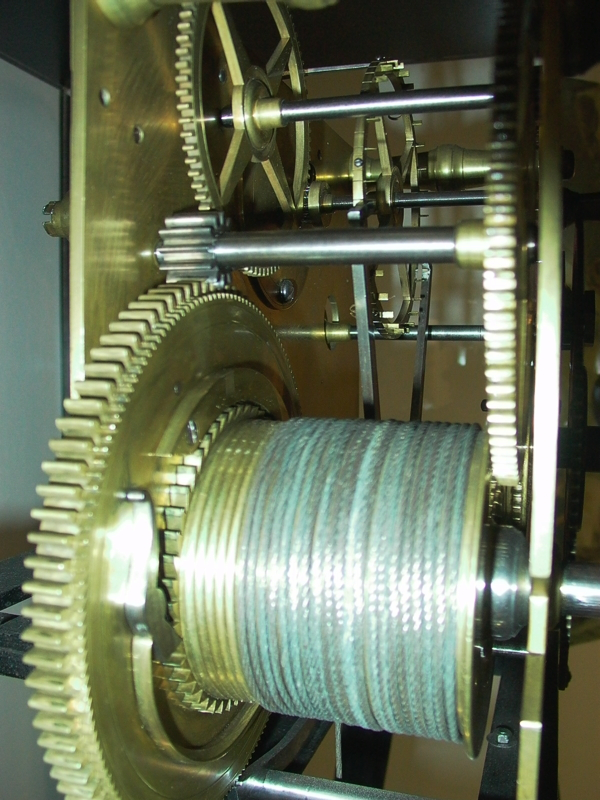
Blick ins Räderwerk 1787
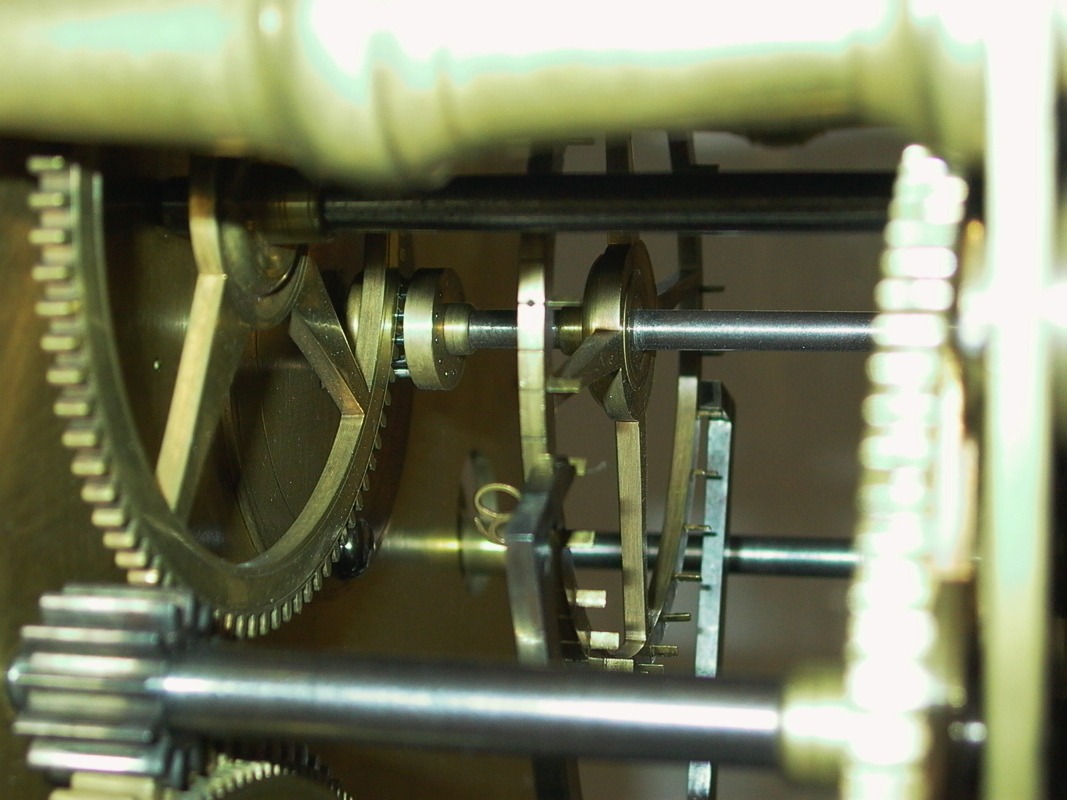
Blick auf die Hemmung
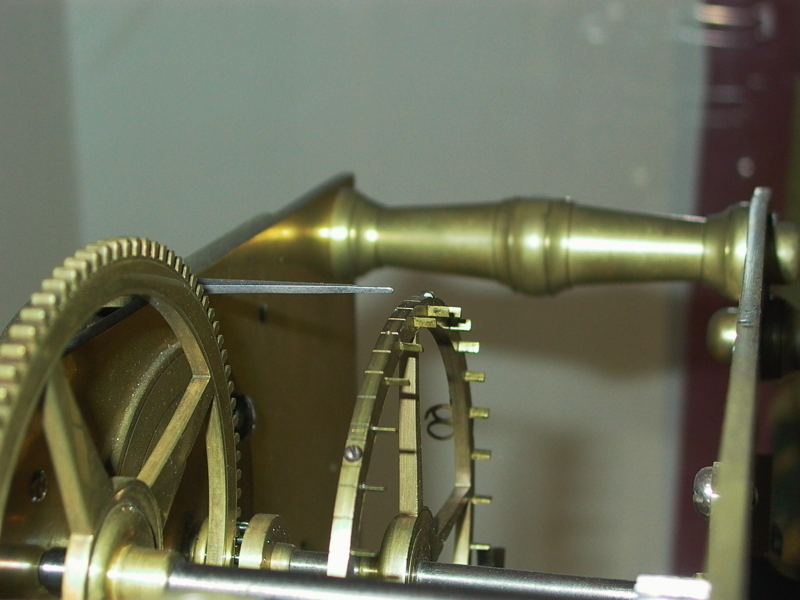
Hemmungsrad oben
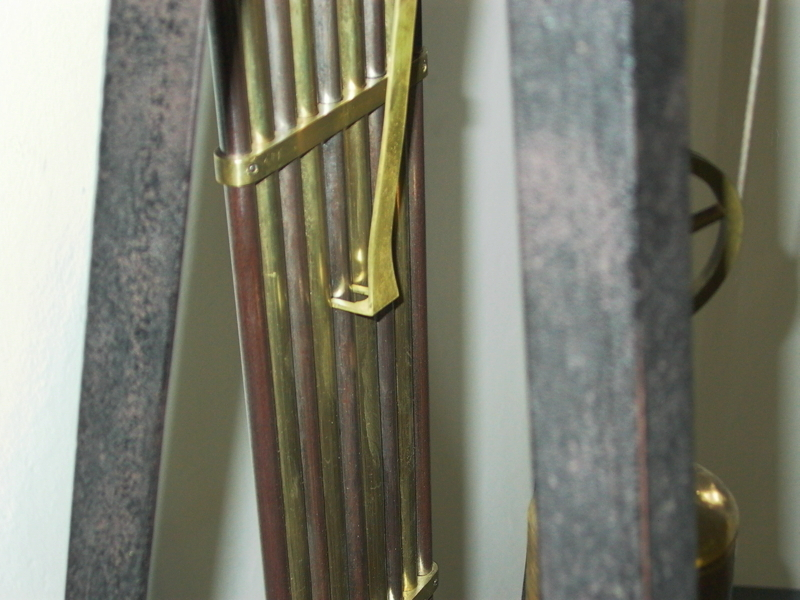
Rostpendel mit Führungsstange
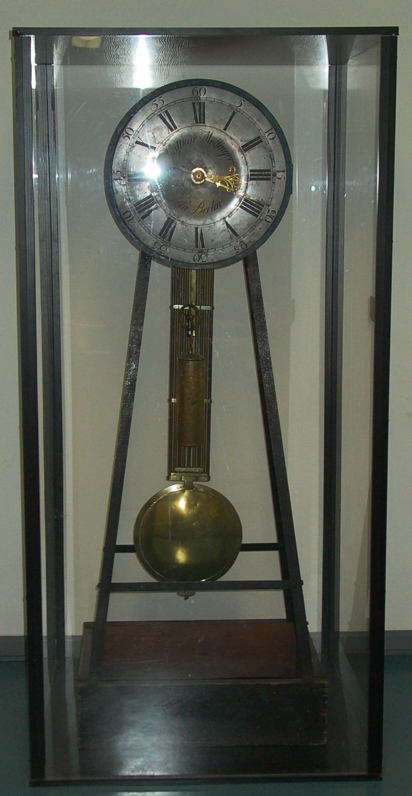
Christian Möllinger Normaluhr 1787
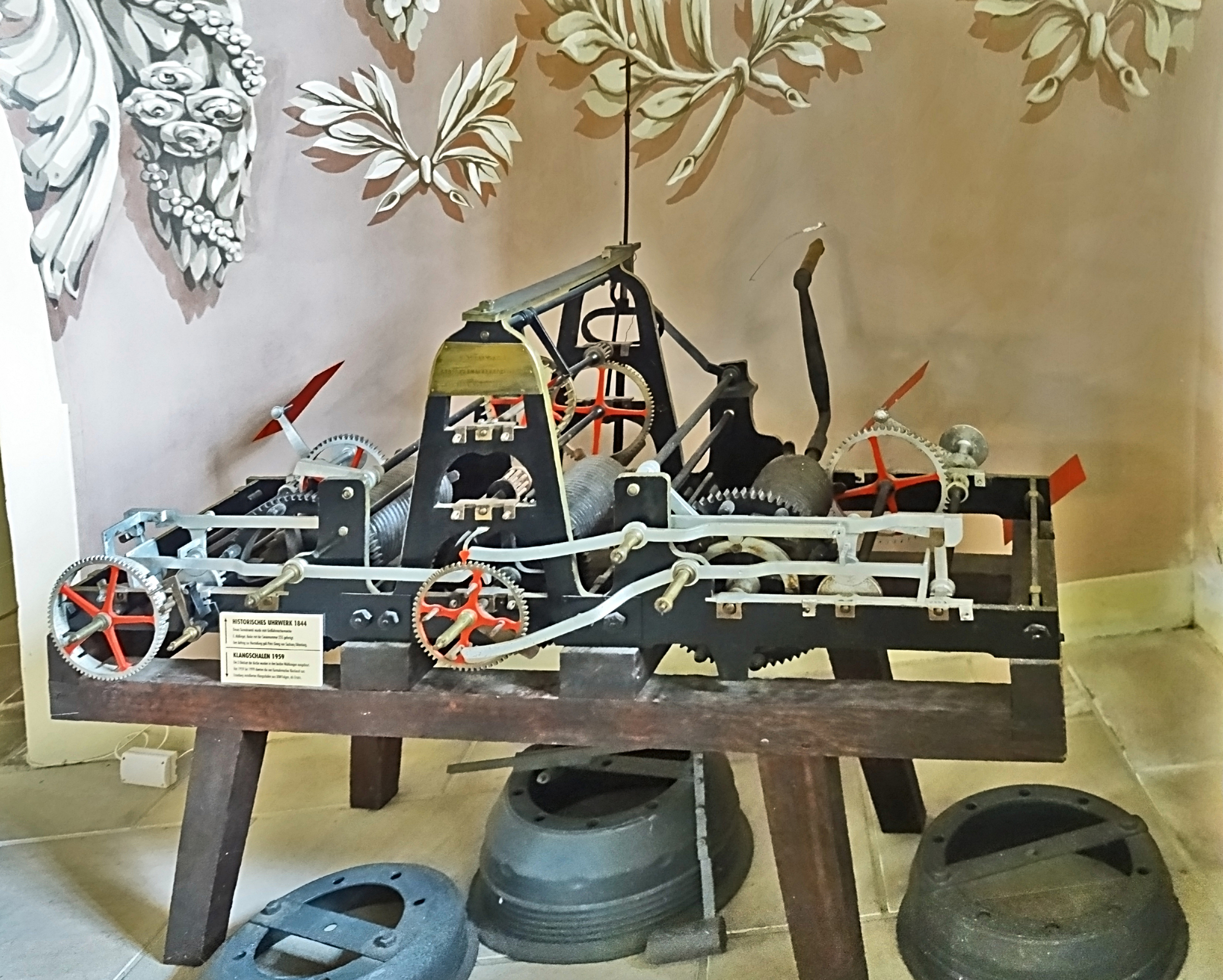
Turmuhrwerk Schloss Eisenberg 1844
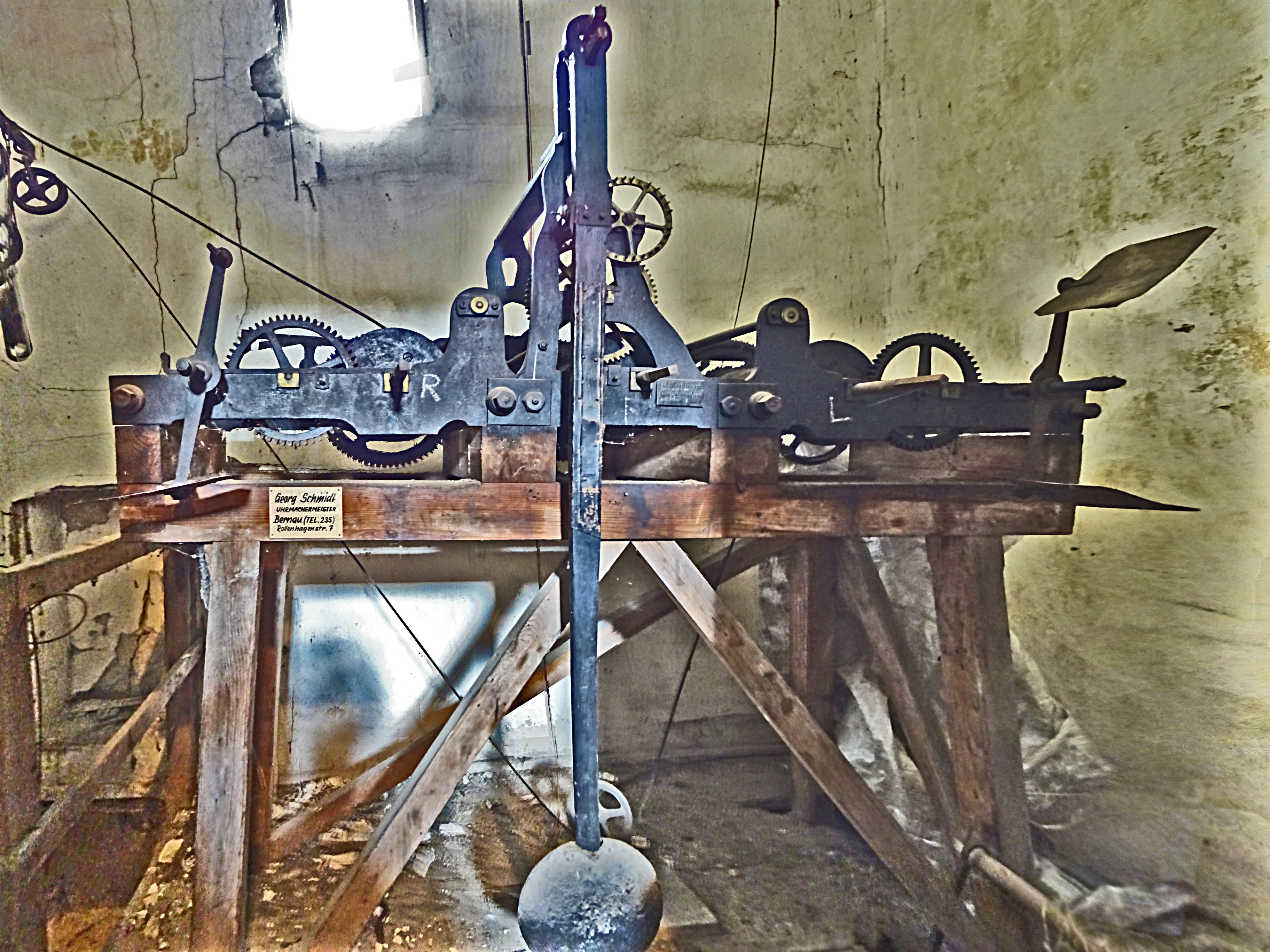
Turmuhrwerk in Hohenfinow 1877

## Schriften
Möllingers Bedeutung nicht nur für die Berliner Uhrmacherei liegt darin begründet, dass er der erste Berliner Fachmann war, der selbständig erarbeitete kleine Veröffentlichungen über Uhren und Uhrentechnik herausgab. Folgende Schriften sind in damaligen Jahrbüchern und Katalogen verzeichnet:
- 1787: Nachr. v. e. die wahre u. mittlere Zeit zugleich zeigenden an d. Fenstern d. Hauses d. Akad. d. Wissensch. zu Berlin aufgestellten Uhr. 8. Berl. 787.
- 1798: Über die allgem. Klagen in Ansehung deß unregelmäß. Ganges b. Thurm-Uhren, u. über d. Mittel, diese Uhren ohne große Kosten in Richtigkeit zu bringen. 8. Berl. 1798.[12]
- 1817: Kleiner Uhren-Katechismus fürs Publikum, wodurch man sich eine übersichtliche Kenntniß von den Uhren verschaffen und ihren Einrichtungen verschaffen, auch kleine Fehler derselben selbst abhelfen kann, herausgegeben mit 2 erläuternden Kupfern und einer Vergleichungs-Tabelle, Berlin 1817[13]
- 1823: Erneuter Vorschlag zur Aufstellung einer Normal Uhr für Berlin